# Samuel Patten
Samuel "Sam" Patten (født 23. maj 1963 i Melbourne) er en australsk tidligere roer.
Patten var med til at vinde bronze i otteren ved VM 1993 i Vesttyskland.
Patten deltog første gang ved de olympiske lege i 1984 i Los Angeles, hvor han stillede op i otteren sammen med Craig Muller, Clyde Hefer, Tim Willoughby, Ian Edmunds, James Battersby, Ion Popa, Stephen Evans og styrmand Gavin Thredgold. Australierne blev toer i indledende heat og vandt derpå opsamlingsheatet. I finalen vandt Canada guld, USA sølv, mens australierne hentede tredjepladsen.
Han deltog også ved både OL 1988 i Seoul, her i toer uden styrmand, hvor han sammen med Malcolm Batten blev firer i indledende heat og firer i opsamlingsheatet og dermed var ude af konkurrencen.
I 1990 blev han verdensmester på hjemmebane i firer uden styrmand.
Han havde egentlig indstillet sin aktive karriere i 1991, men indvilligede i at tage et sidste OL med i 1992 i Barcelona, hvor han igen roede otter. Her blev australierne nummer to i indledende heat, nummer tre i semifinalen og nummer fem i finalen.
Patten er uddannet læge og har siden arbejdet som ortopædkirurg. Sam Pattens far, Barry Patten, deltog for Australien ved vinter-OL 1952 i alpine discipliner.

## OL-medaljer
- 1984:  Bronze i otter